# Plan-Dog-Memorandum

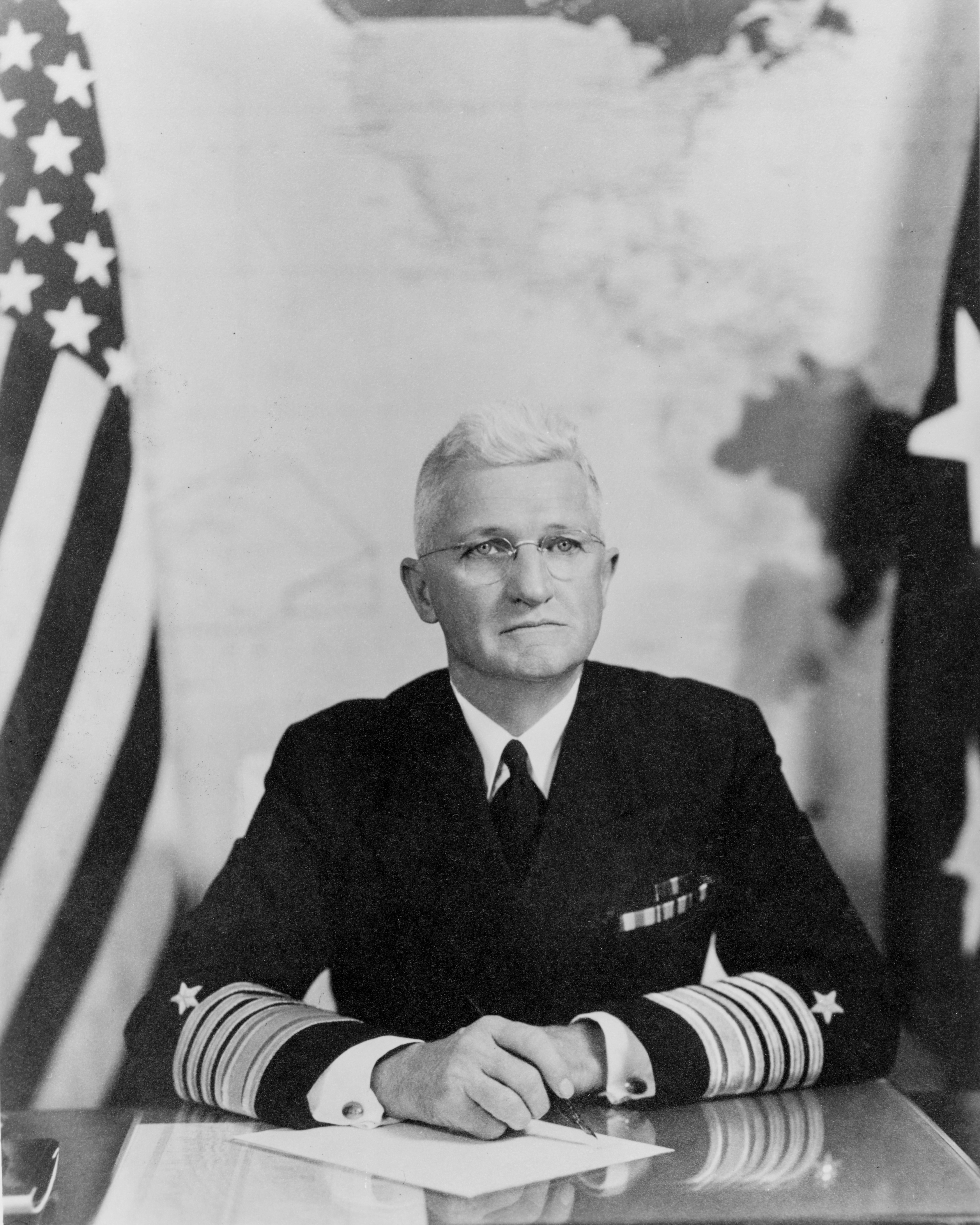
Harold R. Stark im April 1940

Das Plan-Dog-Memorandum war ein strategisches Dokument der US-Marine, verfasst vom Chief of Naval Operations Harold R. Stark im November 1940, in dem Strategieoptionen der USA im Falle eines Zweifrontenkrieges gegen Japan und die europäischen Achsenmächte erörtert wurden. Das 26-seitige Dokument, das als eines der wichtigsten bei der Formulierung einer nationalen amerikanischen Strategie im Zweiten Weltkrieg bezeichnet wurde, beschrieb die Unterstützung Großbritanniens bzw. des Britischen Weltreichs als essentiell für die Sicherheit der Vereinigten Staaten und empfahl, bei einem Zweifrontenkrieg zunächst in Europa die Offensive zu ergreifen und im Pazifik defensiv zu bleiben. Es ist somit als erste Formulierung des späteren amerikanischen Grundsatzes der Germany-First-Strategie zu betrachten.

## Hintergrund
Während der Zwischenkriegszeit beruhte die amerikanische Militärplanung auf den sogenannten „farbkodierten Kriegsplänen“, die jeweils die Strategie im Falle eines Krieges mit unterschiedlichen Ländern behandelten. Der bedeutendste dieser Kriegspläne war der sogenannte War Plan Orange für einen Krieg mit Japan.
Im Zuge der Entwicklungen der internationalen Lage gegen Ende der 1930er Jahre (Zweiter Japanisch-Chinesischer Krieg, Zusteuern auf einen neuen Krieg in Europa) mehrten sich die Anzeichen, dass die USA in Zukunft in einen Zweifrontenkrieg in Europa und im Pazifik verwickelt werden könnten. Damit wären die bisherigen Kriegspläne, die jeweils nur den Krieg gegen eine Feindnation zum Inhalt hatten, bzw. deren Erweiterungen in Bezug etwa auf eine britisch-japanische Koalition, obsolet geworden. Im Frühsommer 1939 ergingen Direktiven des Joint Board der amerikanischen Streitkräfte (Vorläufer der Joint Chiefs of Staff), Planungen für einen solchen Mehrfrontenkrieg zu erstellen, die als Rainbow-Plans (Regenbogen-Pläne) bezeichnet wurden. Es wurden fünf solcher Pläne erstellt, die jeweils von unterschiedlichen Prämissen und Handlungsempfehlungen ausgingen.
Im Zuge der weiteren außenpolitischen Entwicklungen 1940 (u. a. Dreimächtepakt) ergab sich unmittelbar die Frage nach den Prioritäten einer Kriegsführung im Falle einer Verwicklung der USA in die Auseinandersetzungen.

## Das Memorandum
Starks Memorandum, das er am 12. November 1940, eine Woche nach der zweiten Wiederwahl Franklin D. Roosevelts, an Marineminister Frank Knox einreichte, ging von der Prämisse aus, dass eine Niederlage Großbritanniens früher oder später zu einem Eindringen der Achsenmächte in die westliche Hemisphäre und damit zu einer unmittelbaren Bedrohung der Vereinigten Staaten führen würde. Das nationale Interesse verlangte die Unterstützung Großbritanniens mit allen für sein Überleben notwendigen Mitteln. Stark identifizierte als Ziele der USA:
1. die Sicherung der westlichen Hemisphäre gegen ein Eindringen der Achsenmächte (politisch, militärisch oder wirtschaftlich),
2. die Verhinderung eines Zusammenbruchs des britischen Weltreichs,
3. die Minimierung der japanischen Fähigkeit zu aggressiven Handlungen seines Militärs im Hinblick auf die weitere gesicherte Existenz der amerikanischen Besitzungen im Pazifik.

In der weiteren Argumentation ging Stark darauf ein, dass es unwahrscheinlich sei, dass Großbritannien aus eigener Kraft in der Lage wäre, die Achsenmächte zu besiegen. Er identifizierte vier Handlungsoptionen für die weitere Politik der USA:
A) Verteidigung der westlichen Hemisphäre unter Vermeidung eines Kriegseintritts gegen die Achsenmächte
B) Vorbereitung einer vollen Offensive gegen Japan (mit Unterstützung Großbritanniens und der Niederlande) und strikte Defensive im Atlantik
C) Gleichzeitige militärische Unterstützung für Großbritannien im Atlantik und Pazifik
D) Vorbereitung einer vollen Offensive gegen die europäischen Achsenmächte mit Unterstützung Großbritanniens und Neuorientierung der Politik gegenüber Japan
Aus diesen Optionen plädierte Stark unbedingt für Option „D“ (daher der Name „Plan Dog“), weil Großbritannien in seinem verzweifelten Kampf in Europa bereits von den USA unterstützt würde und Deutschland eine stärkere und naheliegendere militärische Bedrohung darstellen würde.
Bis zu einem Eintritt der USA in den Konflikt sollte Option „A“ befolgt werden. Stark sprach sich ferner dafür aus, mit den in Aussicht genommenen Alliierten in Stabsgespräche einzutreten.
Admiral Richardson hatte den Orange Plan immer als einen Budgetplan und nicht als eine Kampfstrategie angesehen und so war die US-Marine bereit, die traditionelle Ausrichtung auf Japan angesichts der exponierten Schlachtflotte in Hawaii, der wachsenden Bedrohung im Atlantik und der sich ankündigenden Herausforderung eines Konvoisystems aufgrund des Leih- und Pachtgesetzes, aufzugeben und Starks Plan zu akzeptieren. Die eifersüchtige US-Armee vermutete hinter der vorgeschlagenen Neuausrichtung, das eigennützige Motiv der US-Marine, einen unbeschränkten Seekrieg im Atlantik und einen begrenzten Seekrieg im Pazifik beginnen zu wollen.

## Auswirkungen
Das Memorandum wurde am 13. November an Präsident Roosevelt weitergeleitet, nachdem es von Seiten der Army mit kleineren Kommentaren versehen worden war, und erhielt dessen unausgesprochene Zustimmung. Am 21. Dezember wurden vom Joint Board die Empfehlungen dessen Planungskomitees bestätigt, die weitgehend den Vorschlägen Starks entsprachen. Im Januar 1941 begannen die Stabsgespräche ABC-1 mit Großbritannien, dessen Regierung Plan Dog als tragbare Grundlage für eine Zusammenarbeit betrachtete.
Nach dem Angriff auf Pearl Harbor, der den Eintritt der Vereinigten Staaten in den Zweiten Weltkrieg herbeiführte, beschlossen Großbritannien und die USA auf der Arcadia-Konferenz die Umsetzung der Germany-First-Strategie. Gleichwohl setzten die Amerikaner auch im Pazifikkrieg auf offensive Operationen, wenn auch in geringerem Umfang.
Der Geheimhaltungsstatus des Dokuments wurde 1956 aufgehoben.